# The Fence on 'Bar Z' Ranch
The Fence on 'Bar Z' Ranch è un cortometraggio muto del 1910 scritto, prodotto, interpretato e diretto da Gilbert M. 'Broncho Billy' Anderson.

## Produzione
Il film fu prodotto dalla Essanay Film Manufacturing Company. Venne girato in California, a Santa Barbara.

## Distribuzione
Distribuito dalla Essanay, il film - un cortometraggio in una bobina - uscì nelle sale cinematografiche USA il 12 marzo 1910.